# Africodytes rubromaculatus
Africodytes rubromaculatus är en skalbaggsart som beskrevs av Olof Biström 1988. Africodytes rubromaculatus ingår i släktet Africodytes och familjen dykare. Inga underarter finns listade i Catalogue of Life.